# Bistrispinaria fortis
Bistrispinaria fortis är en tvåvingeart som först beskrevs av Speiser 1913.  Bistrispinaria fortis ingår i släktet Bistrispinaria och familjen borrflugor. Inga underarter finns listade.